# The Legend of Zelda: A Link to the Past & Four Swords
The Legend of Zelda: A Link to the Past & Four Swords (ゼルダの伝説 神々のトライフォース&4つの剣, Zeruda no Densetsu: Kamigami no Toraifōsu ando Yotsu no Tsurugi) is een actie-avonturen computerspel ontwikkeld door Nintendo EAD in samenwerking met Capcom en uitgegeven door Nintendo. Het spel verscheen op 28 maart 2003 op de Game Boy Advance en is een heruitgave van A Link to the Past gecombineerd met een nieuwe multiplayerspel genaamd Four Swords.
The Legend of Zelda: Four Swords Anniversary Edition (ゼルダの伝説 4つの剣 25周年記念エディション, Zeruda no Densetsu: Yotsu no Tsurugi 25 Shūnen Kinen Edishon) is een remaster van Four Swords ontwikkeld door Grezzo en uitgegeven door Nintendo. Het spel was gratis te downloaden via DSiWare voor de Nintendo DSi en Nintendo 3DS tussen 28 september en 2011 en 20 februari 2012. A Link to the Past is niet inbegrepen en Four Swords is nu ook als singleplayer te spelen.

## Spelervaring

### A Link to the Past
In deze heruitgave van het gelijknamige vogelperspectief Super Nintendo Entertainment System-spel uit 1992 verkent de speler als Link het koninkrijk van Hyrule en een donkere wereld die parallel aan is. Er zijn ten opzichte van het origineel een aantal verbeteringen en toevoegingen gedaan. Zo is vertaling vanuit het Japans accurater, zijn er meer winkels en nieuwe vijanden en is de stem van Link nu hetzelfde als die in Ocarina of Time/Majora's Mask. Er is een nieuwe kerker, queeste en aanvalsmogelijkheid die vrij worden gespeeld door het spelen van Four Swords.

### Four Swords
Naast de heruitgave van A Link to the Past bevat de spelcassette een nieuw multiplayer-spel genaamd Four Swords, waarin twee tot vier spelers moeten samenwerken om een reeks kerkers vol puzzels te doorkruisen, terwijl ze strijden om wie de meeste roepies kan verzamelen. De spelervaring is verder grotendeels hetzelfde als die van A Link to the Past. De kerkers hebben drie verdiepingen, met aan het eind een portaal. De eerste die het portaal bereikt, wordt beloond met een hartcontainer. Op de derde verdieping bevindt zich een eindbaas en als die eenmaal verslagen is, keren de spelers terug naar het hubgebied.
In tegenstelling tot in A Link to the Past waar Link meerder voorwerpen kan dragen, kan Link in Four Swords slechts één item tegelijk bij zich hebben en moet een voorwerp teruggeplaatst worden op een voetstuk voordat de volgende opgepakt kant worden. Er is een nieuw voorwerp genaamd de Gnat Hat, waarmee Link krimpt en toegang krijgt tot gebieden die hij normaal niet kon bereiken. Dit idee werd uitgebreid in de vorm van een pratende hoed genaamd Ezlo in een later spel, The Minish Cap. Door een bestand te maken voor de Game Boy Advance-game krijgen spelers een profiel in zowel A Link to the Past als Four Swords. Sommige functies zijn gekoppeld tussen de twee spellen. Als spelers bijvoorbeeld een nieuwe zwaardbeweging leren, wordt deze tussen games overgedragen. Wanneer beide spellen zijn voltooid, hebben spelers toegang tot een kerker genaamd "Palace of the Four Sword" in A Link to the Past.

## Verhaal

### A Link to the Past
In A Link to the Past moet Link het koninkrijk van Hyrule redden door tovenaar Agahnim en demonenkoning Ganon te verslaan en moet hij de Triforce bemachtigen om Prinses Zelda en de afstammelingen van de Zeven Wijzen te redden. Het verhaal is hetzelfde als dat van de originele versie voor de SNES.

### Four Swords
Link en Zelda naderen een zwaard dat in een voetstuk staat. Nadat Zelda de geschiedenis van de Four Sword en het wezen dat erin is verzegeld heeft uitgelegd, maakt een wezen genaamd Vaati zich los en neemt Zelda gevangen om met haar te trouwen. Drie feeën benaderen Link en instrueren hem om het zwaard eruit te trekken. Link trekt het Four Sword tevoorschijn en creëert per ongeluk drie kopieën van zichzelf. Aan het begin van het spel hebben de vier Links de taak om drie Grote Feeën te vinden, die hen samen toegang zullen geven tot Vaati's paleis. Nadat ze de drie Grote Feeën hebben gevonden en het paleis zijn binnengegaan, vechten de Links tegen Vaati. Nadat Vaati grondig is verzwakt wordt hij weer gevangen in het zwaard. Zelda en Link zetten de Four Sword terug in zijn voetstuk.

## Ontvangst
| Beoordeeld door      | Jaar | Score |
| -------------------- | ---- | ----- |
| NintendoWorldReport  | 2003 | 100%  |
| GameSpy              | 2002 | 94%   |
| GameSpot             | 2002 | 92%   |
| Pocket Gamer UK      | 2005 | 90%   |
| Game Critics         | 2003 | 90%   |
| All Game Guide       | 2002 | 90%   |
| Armchair Empire, The | 2003 | 90%   |
| Insert Credit        | 2003 | 87%   |
| Games TM             | 2003 | 80%   |
| Game Critics         | 2003 | 80%   |

## Trivia
- Het spel is opgenomen in het boek 1001 Video Games You Must Play Before You Die van Tony Mott.